# هاسمیک تر-کاراپتیان
هاسمیک زاره‌ای تر-کاراپتیان'' (ارمنی: Հասմիկ Զարեհի Տեր-Կարապետյան؛ انگلیسی: Hasmik Ter-Karapetyan؛ ۲۳ ژانویهٔ ۱۹۵۴) یک بازیگر اهل ارمنستان است. وی بین سال‌های - تا - میلادی فعالیت می‌کرد.

## زندگی‌نامه
وی در ۲۳ ژانویه ۱۹۵۴ در ایروان از والدینی به‌نام‌های زاره تر-کاراپتیان و وارسیک گریگوریان به دنیا آمد وی از انستیتو دولتی هنری و نمایشی ایروان فارغ‌التحصیل شد. وی در تئاتر مخاطبان نوجوان تئاتر مجلسی ایروان و انستیتو دولتی سینما و تئاتر ایروان مشغول به فعالیت است. 

## گزیده فیلمشناسی
از فیلم‌ها یا برنامه‌های تلویزیونی که وی در آن نقش داشته است می‌توان به ودکا لیموترش (۲۰۰۴) اشاره کرد.

## یادداشت
1. ↑  Yerevan State Youth Theatre

## نگارخانه

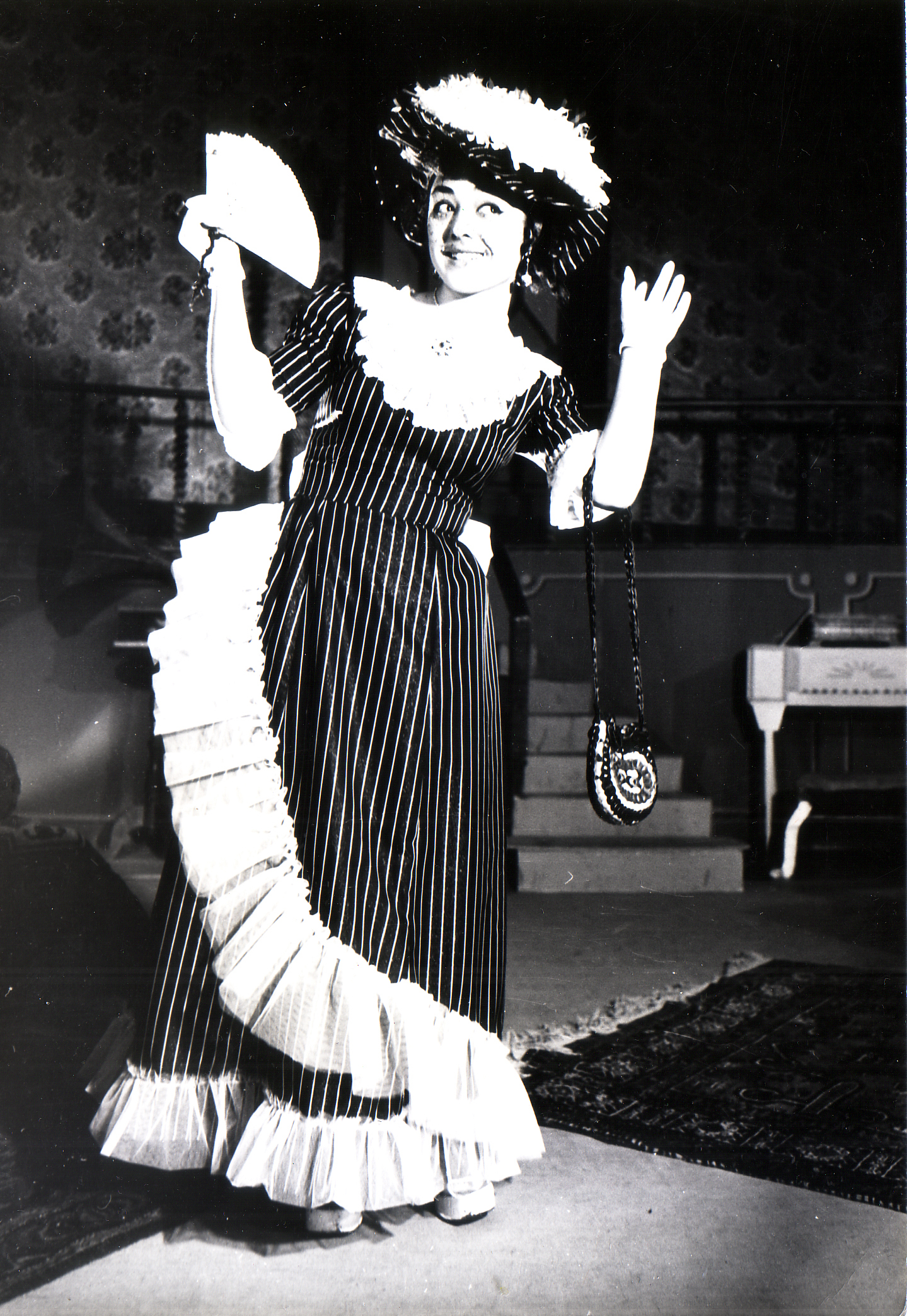
«Քանդած օջախ», ۱۹۷۵
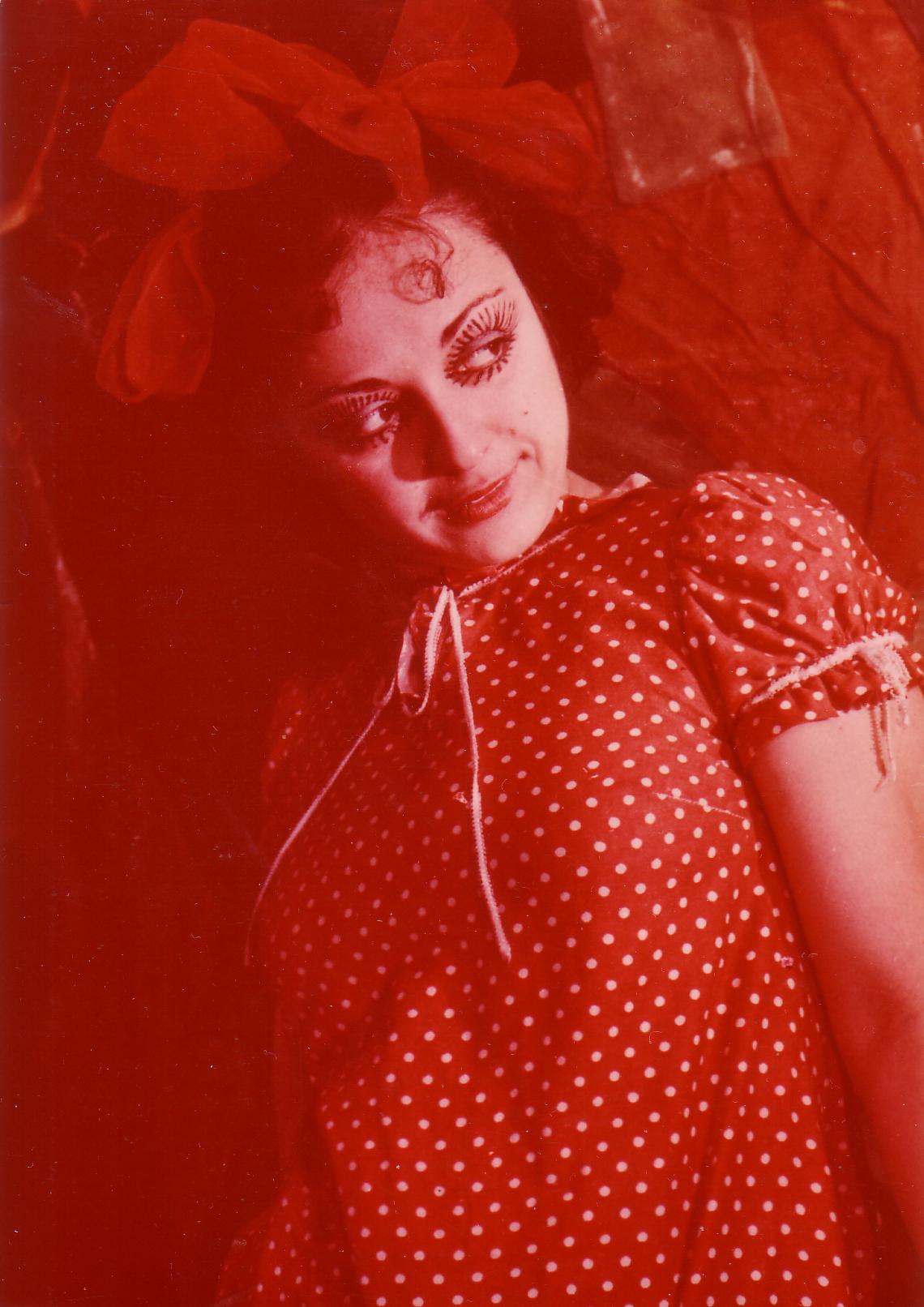
«Աղջիկը, Ծիպիլին և Տիմբական», ۱۹۷۹
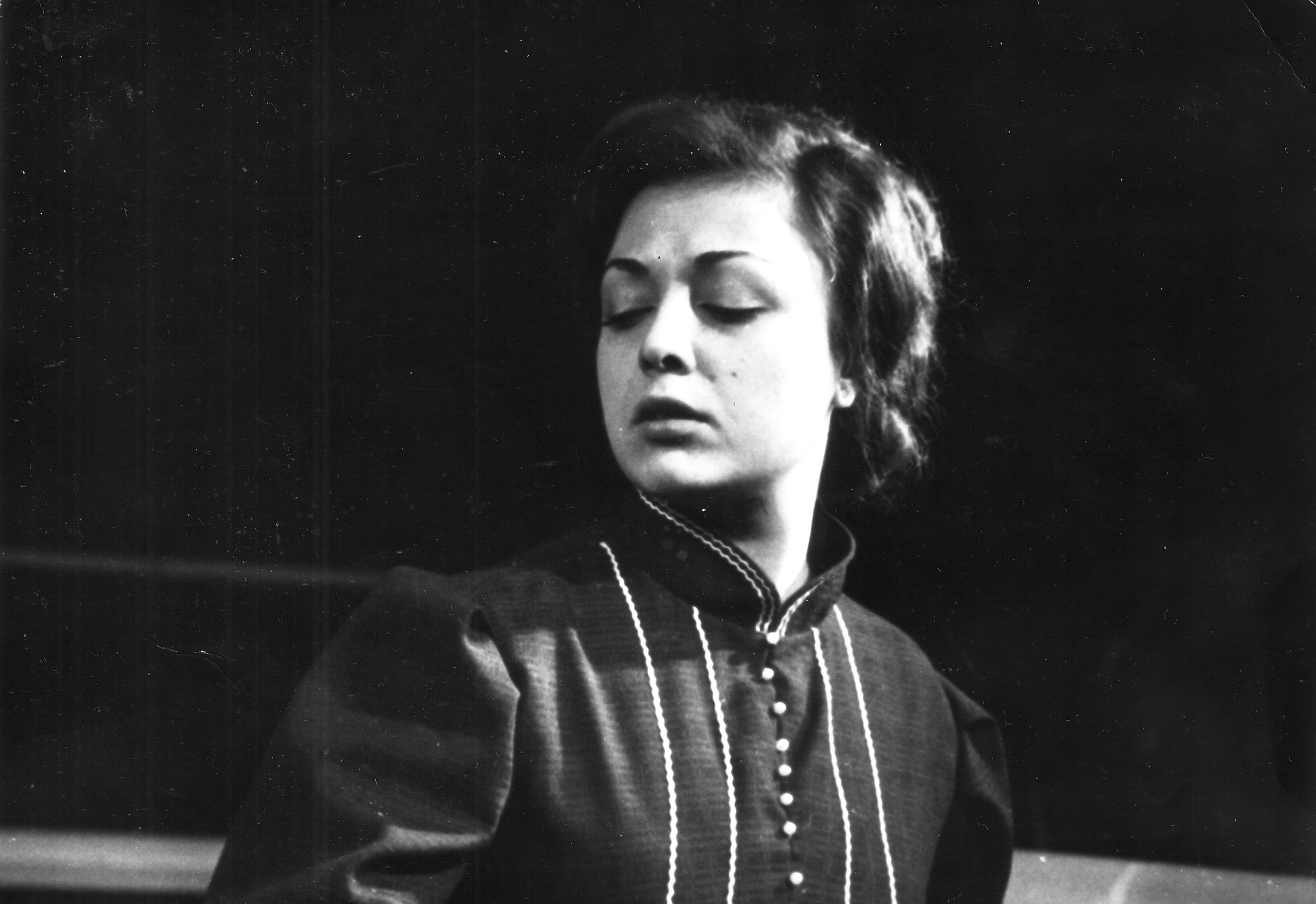
«Բոռ», ۱۹۸۴
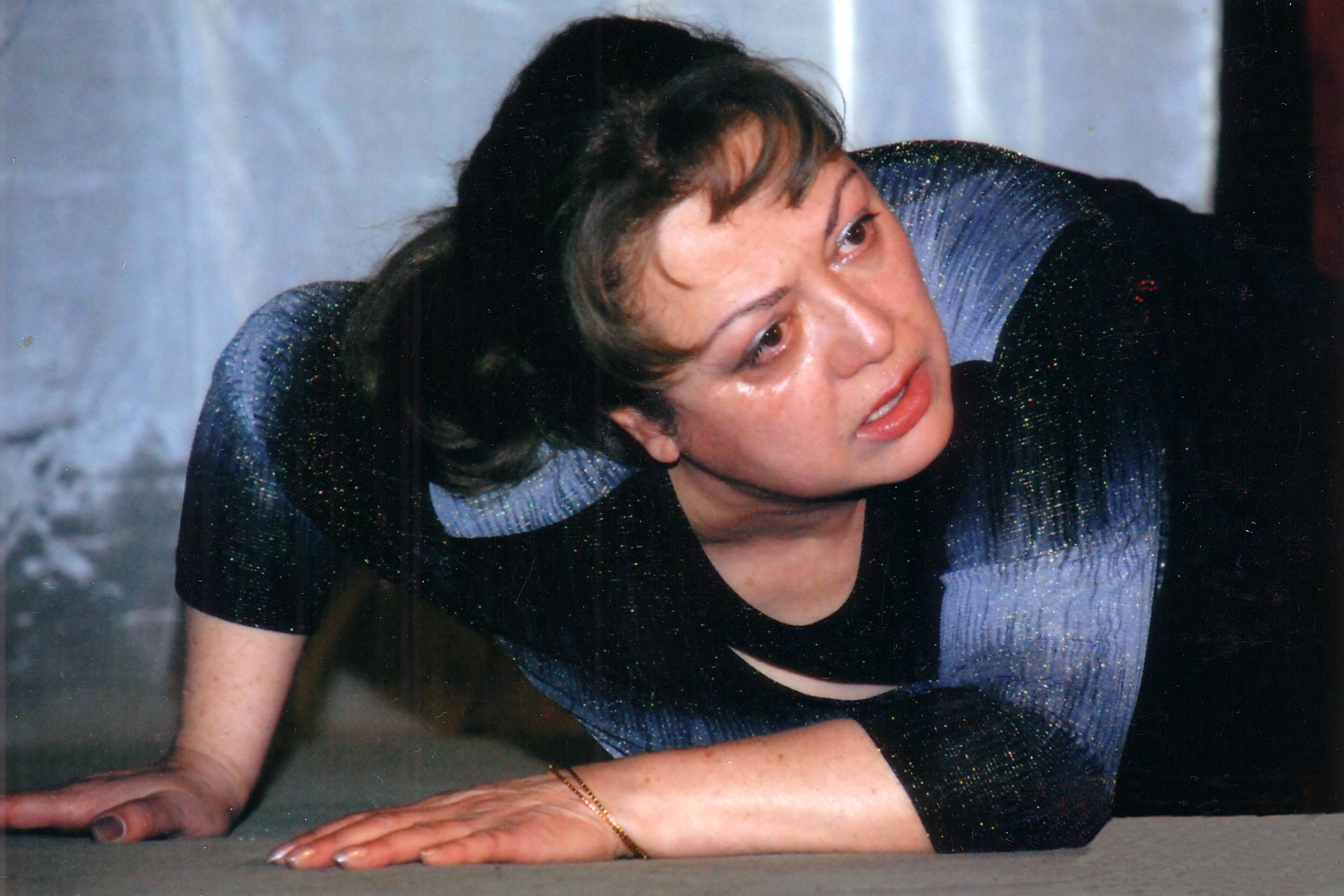
«Երկյուղած լռություն», ۲۰۰۶
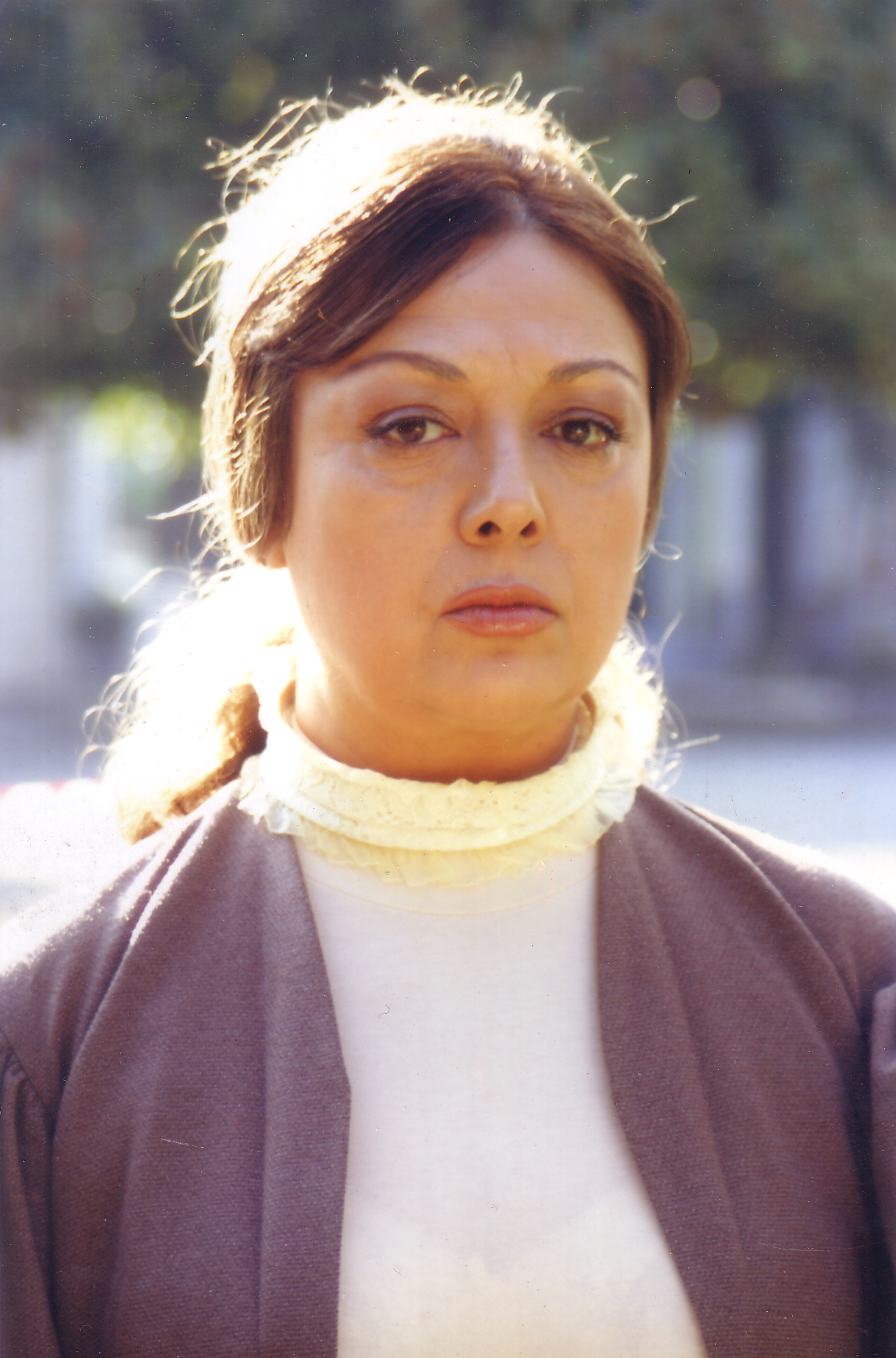
«Արտիստը», ۲۰۱۰